# يوليا أولكساندريفنا فيديف
يوليا أولكساندريفنا فيديف (بالأوكرانية: Юлія Олександрівна Федів، بالإنجليزية: Yuliia Oleksandrivna Fediv، بالروسية: Юлия Александровна Федив)، (مواليد 20 ديسمبر 1986) هي مديرة ثقافية ودبلوماسية أوكرانية. كانت أول مديرة تنفيذية للمؤسسة الثقافية الأوكرانية من عام 2018 إلى 2021. تولت أدوارًا قيادية في منظمات مثل المعهد الأوكراني. في عام 2023، شغلت يوليا أولكساندريفنا فيديف منصب المنسق الوطني للثقافة في مكتب اليونسكو في أوكرانيا. من عام 2017 إلى 2021، ترأست المكتب الوطني الأوكراني لبرنامج أوروبا الإبداعية التابع للاتحاد الأوروبي.

## الحياة المبكرة والتعليم
في 20 ديسمبر 1986، ولدت يوليا أولكساندريفنا فيديف في مدينة تشيرنوفتسي. والدها أستاذ ودكتور في العلوم الطبية وعميد قسم في جامعة بوكوفينسكي الطبية الحكومية. التحقت بمدرسة ثانوية داخلية ناطقة باللغة الألمانية، وفي الصف التاسع سافرت إلى ألمانيا من خلال برنامج شراكة، حيث تعرفت على جوانب الثقافة المحلية. ألهمتها هذه التجربة لاتخاذ قرار دراسة العلاقات الدولية، حيث أدركت التأثير العميق للثقافة على العلاقات الدبلوماسية.
تلقت يوليا أولكساندريفنا فيديف تعليمها العالي في جامعة تشيرنوفتسي الوطنية، وتخصصت في العلاقات الدولية، وفي الوقت نفسه درست قانون الأعمال في الأكاديمية الوطنية للإدارة في 2004. واصلت رحلتها الأكاديمية في جامعة بريمن، وتخرجت في 2009 بدرجة في قانون الاتحاد الأوروبي. في إطار تعزيز خبرتها الدولية؛ في عام 2010، أكملت يوليا فيديف فترة تدريب لمدة ثلاثة أشهر في الأمم المتحدة في بون، تلاه توظيف لمدة ستة أشهر في بوندستاغ في برلين في 2011.

## الحياة الشخصية
تجيد يوليا فيديف التحدث باللغة الإنجليزية والألمانية والروسية والبولندية.